# 张平 (无线通信专家)
张平（1959年4月—），陕西城固人，中国无线通信专家，北京邮电大学教授，中国工程院院士，中国农工民主党党员。

## 生平
1978年考入陕西工学院，先后在西北农林大学、西北大学学习。1983年考入西北工业大学攻读硕士学位。1990年毕业于北京邮电大学信号、电路与系统专业，获工学博士学位。